# Elezioni amministrative a San Marino del 1997

Le elezioni amministrative sammarinesi del 1997 si svolsero il 14 dicembre nel solo castello di Montegiardino per l'elezione della Giunta di Castello e del Capitano di Castello.

Sono le prime elezioni dove si votò oltre che per la Giunta di Castello anche per il Capitano di Castello, in seguito alla nuova legge del 24 febbraio 1994 n.22, tuttora in vigore.

## Elezioni del 14 dicembre 1997

### Montegiardino
Totale seggi scrutinati
|                | Valore | Percentuale |
| -------------- | ------ | ----------- |
| Iscritti       | 488    |             |
| Votanti        | 399    | 81,76%      |
| Schede nulle   | 9      | 2,26%       |
| Schede bianche | 2      | 0,5%        |
| Voti validi    | 388    | 97,24%      |

| Candidati | Candidati   | Voti | %     |
| --------- | ----------- | ---- | ----- |
|           | Italo Righi |      | 77,32 |
|           | Iader Tosi  |      | 22,68 |